# Лёвкин, Никанор Александрович
Лёвкин Никанор Александрович (1909—1997) — советский офицер, участник Великой Отечественной войны, командир 57-го Краснознамённого артполка 95-й стрелковой дивизии, 159-го гвардейского Краснознамённого артполка 75-й гвардейской стрелковой дивизии, командующий артиллерией 132-й стрелковой дивизии, гвардии полковник, Герой Советского Союза (1943).

## Биография
Родился 9 (22) июля 1909 года в деревне Селиловичи ныне Рогнединского района Брянской области в крестьянской семье. Окончил начальную школу, работал в сельсовете, в Рогнединском райкоме комсомола, на заводе в городе Брянск.
В 1931 году призван в РККА. В 1935 году окончил Ленинградскую артиллерийскую школу имени Красного Октября (ныне Константиновское артиллерийское училище). Участвовал в советско-финской войне.
С началом Великой Отечественной войны — на фронте. В июле 1941 года при контрударе под городом Сольцы был тяжело ранен, после лечения в госпитале получил назначение формировать 57-й артполк 95-й стрелковой дивизии. Майор Лёвкин был назначен командиром полка и принял участие в обороне Сталинграда. За проявленную личную отвагу, мужество и бесстрашие был награждён орденом Красного Знамени.
Командир дивизии полковник Горишний В. А. в наградном листе написал:

27-29 сентября 1942 года в районе «Мамаев курган» противник силою до двух взводов пытался атаковать командный пункт полка. Тов. Лёвкин проявил исключительное мужество, отвагу, своим личным примером воодушевляя бойцов и командиров, сам лично уничтожил 3-х автоматчиков и вывел из строя станковый пулемёт с прислугой.
29.9.42 года при отражении атаки был контужен, не покинул поле боя, а продолжал управлять огнём артиллерии. Атака была отбита, было уничтожено до роты пехоты противника. В сложных уличных боях в г. Сталинград пушечные батареи прямой наводкой в районах заводов «Баррикады», «Силикат», «Красный Октябрь» расстреливали наступающую пехоту и танки противника.
Лично управлял огнём дивизионов и батарей. В трудные минуты боя сам лично вёл огонь прямой наводкой, показывая образцы артиллерийской стрельбы.

За оборону Сталинграда 95-й стрелковой дивизии присвоено звание гвардейской, 1 марта 1943 она преобразована в 75-ю гвардейскую стрелковую дивизию, 57-й Краснознамённый артполк стал 159-м гвардейским Краснознамённым артполком.
С 6 июля 1943 года в районе Поныри — Ольховатка полк в составе 75-й гвардейской стрелковой дивизии 13-й армии участвует в боях по отражению немецкого наступления на Курской дуге, а затем в разгроме и преследовании противника.
В боях за освобождение Украины полк под командованием гвардии подполковника Лёвкина форсирует реку Десна, а 23 сентября 1943 года форсирует реку Днепр в 35 км севернее города Киев в районе села Ясногородка (Вышгородский район Киевской области) и ведёт тяжёлые бои на плацдарме, а затем участвует в освобождении Правобережной Украины.
В декабре 1943 года подполковник Лёвкин назначается командующим артиллерией 132-й стрелковой дивизии. В составе этой дивизии он принимает участие в освобождении Польши, форсировании реки Висла и захвате плацдарма на её западном берегу, непосредственно участвует во взятии Берлина, вплоть до уличных боёв.
Указом Президиума Верховного Совета СССР от 31 мая 1945 года за образцовое выполнение боевых заданий командования на фронте борьбы с немецко-фашистскими захватчиками и проявленные при этом мужество и героизм полковнику Лёвкину Никанору Александровичу присвоено звание Героя Советского Союза с вручением ордена Ленина и медали «Золотая Звезда» .
После войны Н. А. Лёвкин продолжил службу в армии. В 1946 году он окончил Высшие академические курсы при Военной артиллерийской академии (ныне Михайловская военная артиллерийская академия), а в 1954 году — Центральные артиллерийские курсы усовершенствования офицерского состава. В 1964 году полковник Лёвкин в запасе.
Н. А. Лёвкин жил в Воронеже. Умер в 1997 году, похоронен на Коминтерновском кладбище.

## Награды
- Медаль «Золотая Звезда» № 6436 Героя Советского Союза (31 мая 1945);
- два ордена Ленина (31.05.1945, 1956[3]);
- три ордена Красного Знамени (в т.ч 14.7.1943, 1951[3]);
- два ордена Отечественной войны I степени (14.8.1944; 6.4.1985);
- два ордена Красной Звезды (1946[3]);
- медали.
- Иностранные награды.

## Память
- В Воронеже на доме № 4 по ул. Феоктистова, где жил Герой, установлена мемориальная доска[4].